# 藍色樂章
《藍色樂章》（法語：La Note bleue）是一部由安德烈·左拉斯基执导的法国劇情片，于1991年上映，讲述了作曲家弗雷德里克·肖邦与作家乔治·桑之间关系最后几天的故事。

## 劇情
1846年夏天，作家乔治·桑在诺昂-维克的乡村庄园接待了一群著名宾客。当她多年的恋人弗雷德里克·肖邦在房间里演奏着新作品时，画家欧仁·德拉克罗瓦、歌剧女高音波利娜·维亚尔多、她的丈夫路易，以及她的情人、俄罗斯作家伊万·屠格涅夫陆续到来。客人中还有肖邦的波兰同乡阿尔贝特·格日马瓦、波兰女伯爵劳雷·乔斯诺夫斯卡，以及乔治之女索朗热的未婚夫费尔南·德普雷奥。自称是社会主义者的乔治不久前解雇了所有仆人，因此在屠格涅夫刚到时就责怪他在俄国仍然雇佣仆人。她还坦言很高兴儿子莫里斯和波利娜·维亚尔多有染，认为这让他真正成长为男人。屠格涅夫不久后便离开了。乔治的女儿索朗热对未婚夫费尔南的到来感到极度不满。她更喜欢敏感的肖邦，但肖邦只把她当作孩子看待。
在一次聚餐中提到波兰农民对贵族发动暴乱、四处杀人强暴的新闻时，乔治令客人们震惊地表示，每场起义都是因为社会不公引发的，因此无论多么残暴，也有其积极意义。接着她开始哭泣，抱怨由于没有仆人，整晚都在劳作，如今又累又老。索朗热试图安慰母亲，列举她的种种优点。
患有肺炎、不断咳嗽的肖邦坚信自己时日无多，疯狂地弹琴，试图完成未竟的作品。而乔治受够了他没完没了的弹奏，希望他停下来。索朗热则表现出理解，称肖邦是个饱受怀疑折磨的天才。她愤怒地指责母亲有过众多情人，而她自己却从未体验过爱情。乔治安慰着哭泣的女儿，索朗热随后骑马离开。不久之后，波利娜在准备晚餐时被老鼠咬伤了手，乔治舔去伤口的血并用酒消毒。与此同时，波利娜的丈夫路易被沸水烫伤了手。索朗热则从马上摔下，只能徒步穿越荒野。费尔南担忧地找到她，夸赞她有多么迷人，索朗热却表示自己配不上他，只会伤害和背叛他。尽管如此，费尔南仍坚持要娶她，结果索朗热开始用树枝抽打他。
其他人都在花园时，索朗热再次主动接近肖邦，却再次被拒绝。费尔南离开后，年轻作家小仲马到来，向肖邦和索朗热讲述了一位总是佩戴山茶花、最终死于肺痨的巴黎交际花的感人故事。索朗热深受打动，鼓励他把故事写下来。小仲马离开后，索朗热再次接近肖邦，这次肖邦接受了她的吻，打算与她一起离开。乔治起初因嫉妒阻止，但随后请求肖邦陪她度过最后一夜，一直弹奏直到那“藍色樂章”。
最后，身无分文的雕塑家奥古斯特·克莱桑热到来，立即热情追求索朗热。出人意料的是，索朗热接受了他的求婚，乔治也祝福了他们。晚餐后，乔治为大家朗读她的新小说片段。波利娜和路易也彼此握住了早前受伤的手。思念故国且已咳血的肖邦希望奥古斯特为他制作遗容面具。屋外突发火灾，肖邦与乔治被单独留在屋中。其他人原本要灭火，却去了地窖，在一处舞台上向神秘生物预告了彼此的未来：莫里斯将写书却被遗忘，索朗热会嫁给奥古斯特并有孩子却不幸福，波利娜将继续与屠格涅夫的情事。肖邦则为乔治弹奏，直至“藍色樂章”。

## 演员
- 雅努什·奥莱伊尼恰克（法语：Janusz Olejniczak） 饰 弗雷德里克·肖邦
- 玛丽-弗朗斯·皮西耶（法语：Marie-France Pisier） 饰 乔治·桑
- 苏菲·玛索 饰 索朗热·桑（法语：Solange Sand）（乔治·桑之女）
- 伯努瓦·勒佩克 饰 莫里斯·桑（法语：Maurice Sand）（乔治·桑之子）
- 费奥多尔·阿特金（法语：Féodor Atkine） 饰 欧仁·德拉克罗瓦
- 奥雷利安·勒宽（法语：Aurélien Recoing） 饰 奥古斯特·克莱桑热（法语：Auguste Clésinger）
- 吉勒·德特鲁瓦（法语：Gilles Détroit） 饰 费尔南·德普雷奥[2]
- 罗曼·威廉密（英语：Roman Wilhelmi） 饰 阿尔贝特·格日马瓦（法语：Albert Grzymalda）
- 雷哲普·米特罗维察（法语：Redjep Mitrovitsa） 饰 小仲马
- 塞尔日·朗科（法语：Serge Renko） 饰 伊万·屠格涅夫
- 塞尔日·里杜 饰 路易·维亚尔多（法语：Louis Viardot）
- 诺埃米·纳德尔曼（英语：Noëmi Nadelmann） 饰 波利娜·维亚尔多（法语：Pauline Viardot）
- 泰奥菲勒·索维耶（法语：Théophile Sowié） 饰 卡朗贝